# Blaireau européen
Pour les autres espèces de blaireaux, voir Blaireau. Pour les articles homonymes, voir Blaireau (homonymie).
Meles meles · Blaireau commun
Espèce
Répartition géographique
Statut de conservation UICN

 LC  : Préoccupation mineure
Le Blaireau européen (Meles meles) est la deuxième plus grande espèce de Mustélidés d'Europe après le Glouton Gulo gulo. Trapu et court sur pattes, il peut atteindre 70 cm de long (90 cm avec la queue, qui mesure 20 cm environ), pour 25 à 30 cm au garrot et jusqu'à une vingtaine de kilogrammes (12 kg en moyenne).
Meles meles possède 34 dents. Il présente parfois une très petite prémolaire derrière les canines.
Il est très reconnaissable aux bandes longitudinales noires qu'il porte sur son museau blanc. Ce blaireau vit potentiellement dans presque toute l'Europe et une grande partie du nord de l'Asie centrale et du nord, au sud du cercle polaire (jusqu'à 2 000 m d'altitude en France).
C'est un animal fouisseur, capable de construire de vastes galeries « familiales ».

## Dénominations
- Nom scientifique : Meles meles (Linnaeus, 1758)[3]
- Noms vulgaires (vulgarisation scientifique) : Blaireau européen[4],[5], Blaireau d'Europe[5], Blaireau commun[5], Blaireau ordinaire[5], Blaireau vulgaire[5], Tesson[4], Taisson[4] ou Tasson[4].
- Noms vernaculaires (langage courant), pouvant désigner éventuellement d'autres espèces : blaireau. La femelle est appelée « blairelle » et les petits « blaireautins ».

Le terme exact pour désigner spécifiquement la tanière du blaireau est « taissonnière », d'où dérive d'ailleurs le mot générique tanière. Plusieurs variantes orthographiques se rencontrent en onomastique (patronymes et toponymes) dans le domaine d'oïl (Teissonnière, Tessonnière, etc.) et dans le domaine d'oc (Taychounère, Teychounère...)[réf. souhaitée].

## Origines
Selon les données paléontologiques disponibles, cette espèce était très présente (hors summums glaciaires) durant l'Ère quaternaire dans une grande partie de l'Eurasie, y compris dans la période historique où ses ossements sont fréquemment trouvés par les archéologues. Elle est cependant apparue récemment (il y a environ 800 000 ans).
Ses fossiles les plus anciens datent en France du Pléistocène (il y a environ 100 000 ans).

## Répartition et habitat
Il était autrefois largement présent en Eurasie, et il vit encore jusqu’à deux mille mètres d’altitude en France (où il manque cependant en Corse).
Il semble aujourd'hui confiné à certaines forêts et bordures de haies prairiales et plus rarement en milieu ouvert, mais alors près d'un bosquet, d'une haie épaisse. Cette répartition pourrait aussi résulter des pressions de chasse faites sur l'espèce depuis plusieurs millénaires.

## Description
Il est immédiatement reconnaissable aux bandes longitudinales noires qu'il porte sur le museau et qui couvrent ses yeux noirs jusqu'aux oreilles. Le reste du pelage est gris, devenant noir sous le ventre et les pattes. La mue se déroule à l'automne.
Massif et court sur pattes, avec un corps allongé et une croupe plus large que les épaules, il peut faire penser à un petit ours doté d'une queue touffue.
La femelle est généralement un peu plus petite que le mâle.
Il a une mauvaise vue, mais une ouïe fine et surtout un très bon odorat. Deux glandes anales produisent des sécrétions odorantes utilisées pour marquer le territoire et les congénères.
Le dessus du crâne porte une forte protubérance caractéristique des crânes de nombreux carnivores, la crête sagittale, qui résulte de la soudure de l'os pariétal.
Ses pattes robustes et pourvues de solides griffes ainsi que sa tête petite et d’allure conique évoquent une adaptation à une vie fouisseuse. Ses pattes puissantes lui permettent par ailleurs de courir à des pointes de 25 à 30 km/h.

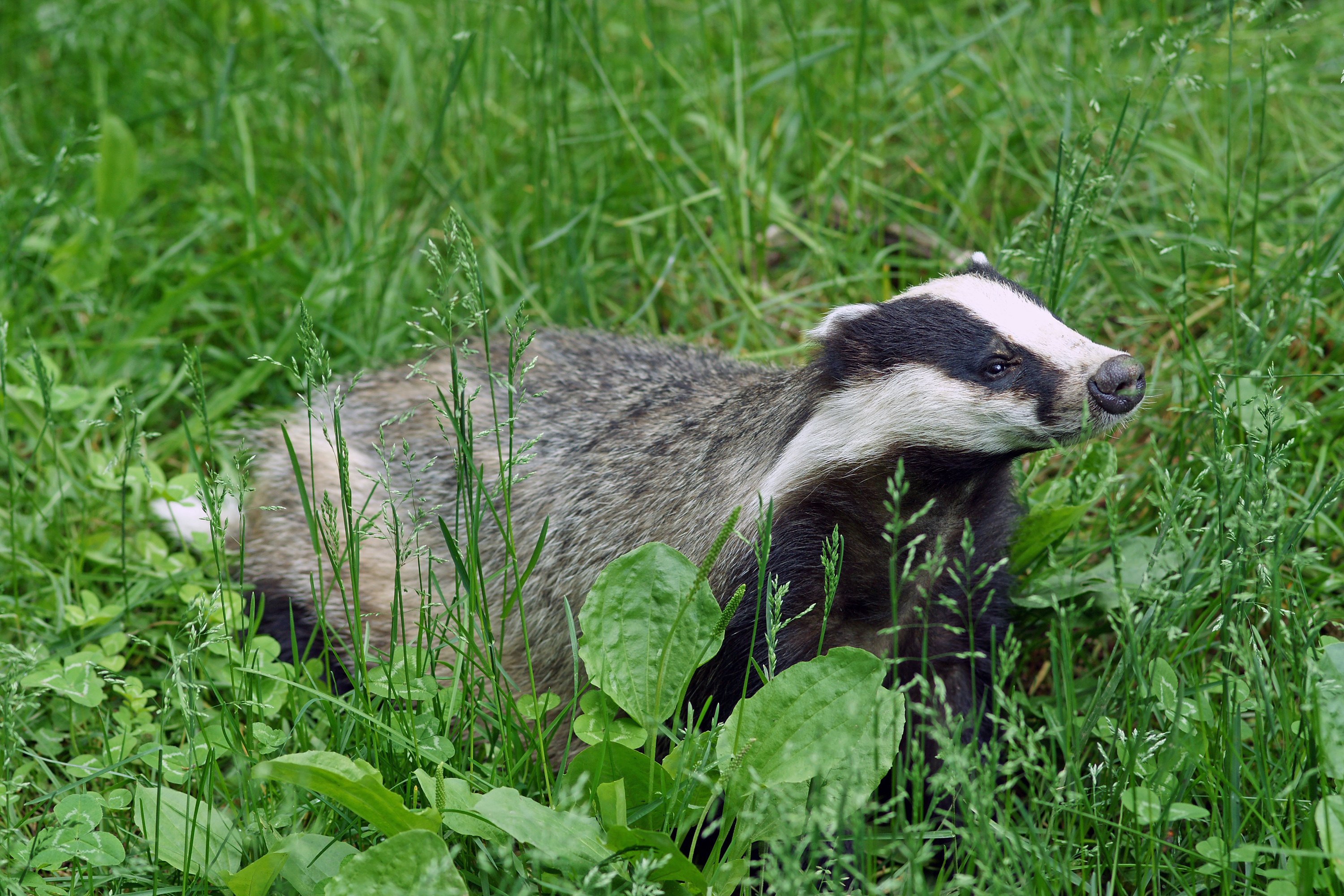
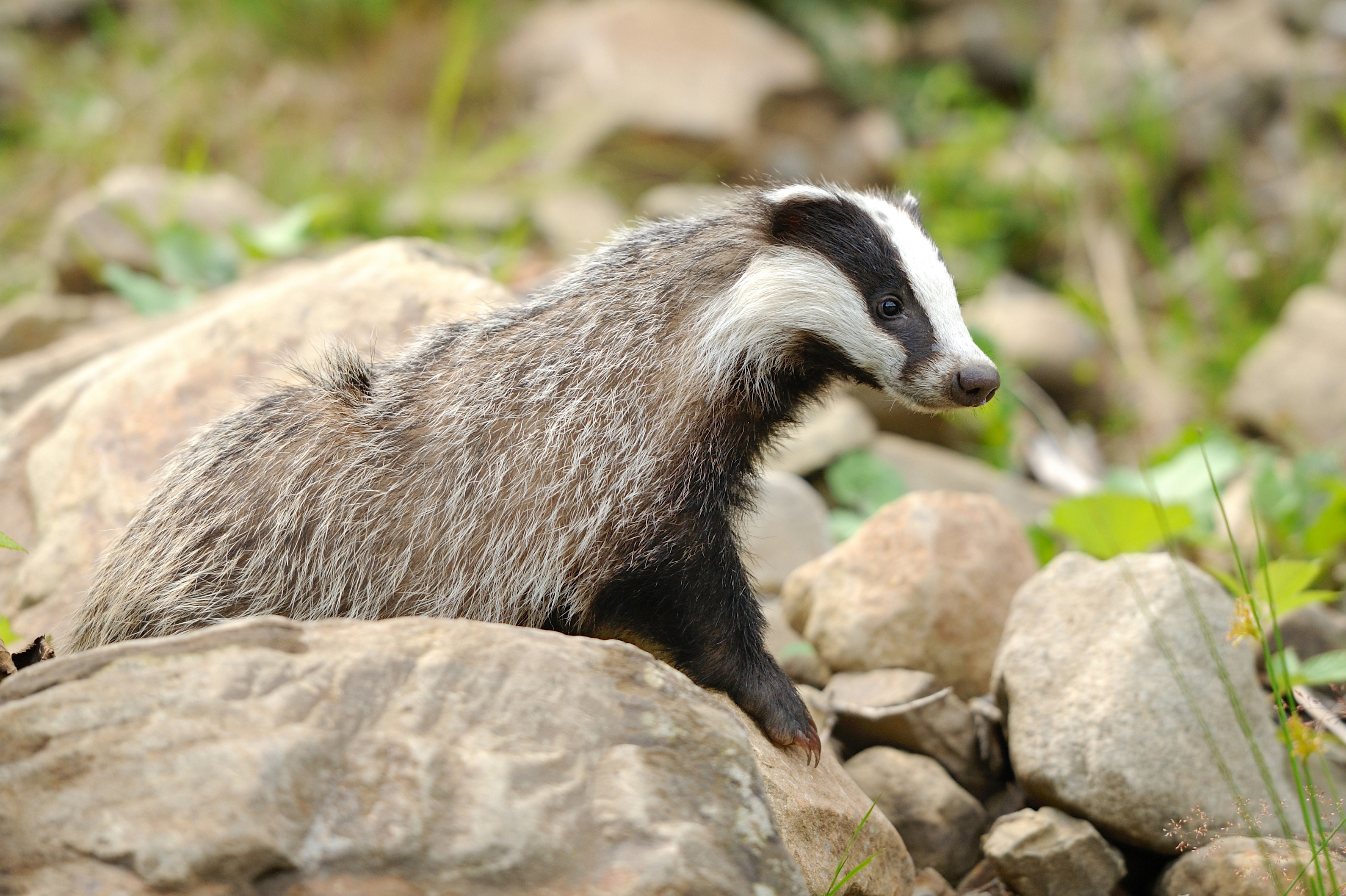

## Durée de vie
Elle est d'au maximum d'environ quinze ans à l'état sauvage, et peut aller jusqu'à vingt ans en captivité, mais elle est bien moindre dans la nature, où 30 % des adultes meurent par an, davantage chez les mâles, d’où la prépondérance des femelles. Généralement, ils vivent quatre ou cinq ans, quelques-uns atteignant (rarement) dix à douze ans. 30 à 60 % des jeunes meurent dans leur première année, de maladie, de famine, de parasitose, ou chassé par l'homme, le lynx, le loup, le chien, le renard, le grand-duc, l'aigle, voire parfois d'« infanticide animal ». Le blaireau est sensible à la rage et à la tuberculose bovine, très répandue en Grande-Bretagne et en Irlande.

## Comportement

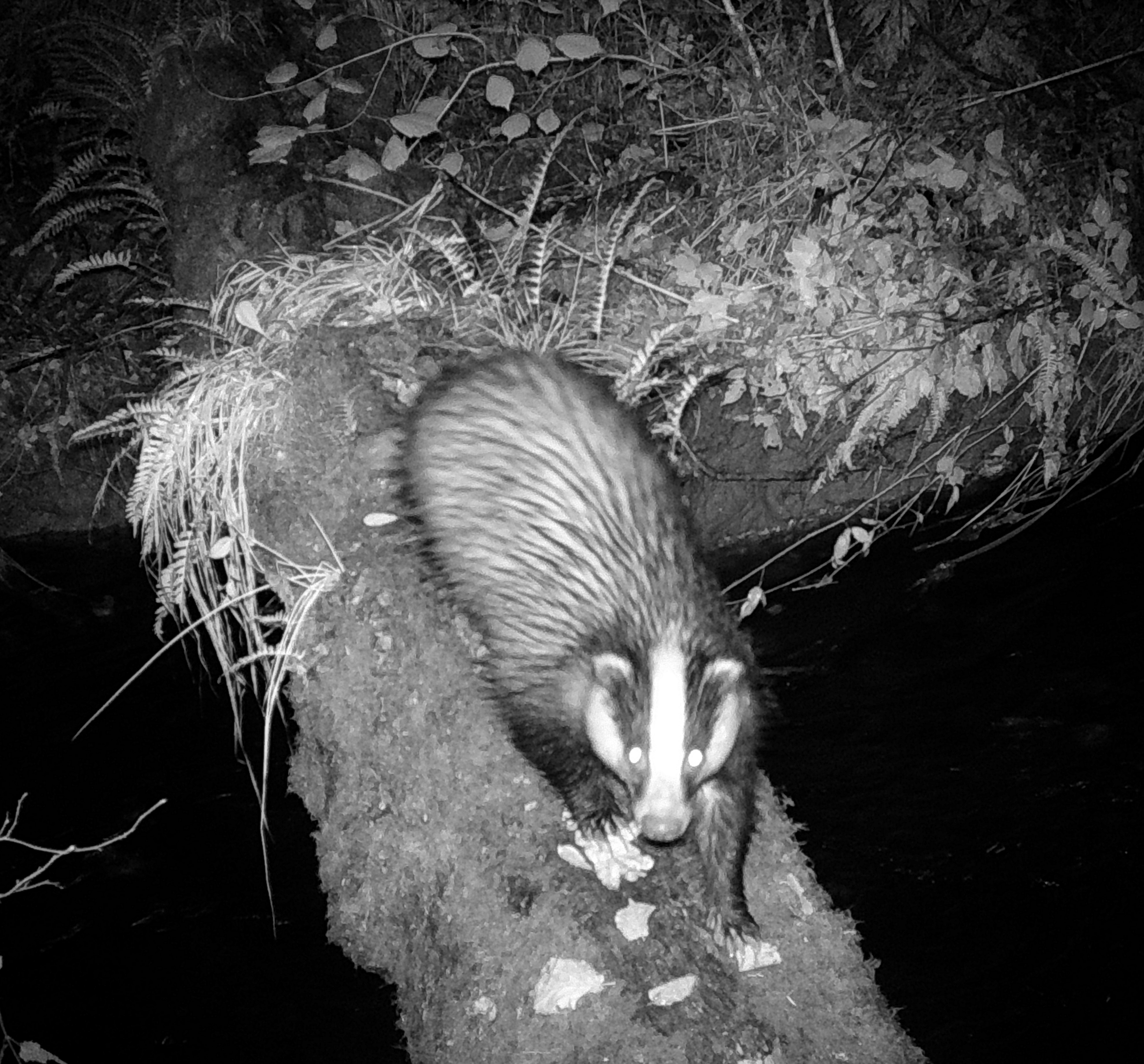
Le blaireau européen est un animal nocturne qui peut être identifié de nuit avec des appareils photographiques infrarouges à détection de mouvements.

Cet animal territorial a longtemps été présenté comme solitaire (« sa vie est des plus tristes et des plus monotones » écrivait Victor Rendu) ; Emmanuel Do Linh San, docteur en éco-éthologie de l'université de Neuchâtel (Suisse) et le Muséum national d'histoire naturelle de Paris le présentent maintenant comme un « animal qui vit en groupe » , longtemps méconnu, même des scientifiques en raison de ses mœurs essentiellement nocturnes. Contrairement aux autres mustélidés, il ne grimpe pas aux arbres, mais peut escalader un tronc penché ou traverser une rivière sur un arbre (au besoin ou pour échapper à un prédateur ou une inondation, il peut aussi nager). Chaque clan est fidèle au terrier principal, mais certains individus peuvent quitter leur clan pour un clan voisin.
Sa vie sociale (quand il ne vit pas solitairement) est marquée par :
- le toilettage ; il se fait généralement en commun et durant plusieurs minutes au sortir du terrier[7] ;
- les marquages sociaux odorants ; ils se font à partir de sécrétions de la région anale déposées par frottement d'un individu sur les flancs et la croupe d’un congénère, ces deux régions étant régulièrement reniflées quand deux blaireaux se rencontrent[7] ;
- les jeux ; ils concernent surtout les jeunes mais aussi parfois les adultes. Constitués de roulades, bousculades, courses poursuites, « empoignades à la nuque », « emboîtements de mâchoires », « tentatives de grimper aux arbres », etc., avec souvent des vocalises de type staccatos (évoquant parfois un petit rire), couinements, grognements, soufflements ou ronronnement, et des attitudes spécifiques « (aplatissement sur le sol ou au contraire dos arqué et poils hérissés), ponctuées de marquages mutuels »[7] ;

Il existe une certaine hiérarchie dans les groupes, mais qui semble moins marquée que chez de nombreux autres mammifères.
On sait par les études écoéthologiques poussées faites au Royaume-Uni que dans les régions où ses populations sont denses il forme des clans de quelques individus (et jusqu'à une trentaine exceptionnellement) qui, autour d'un terrier commun principal, défendent le territoire du clan par un marquage odorant (sécrétions de glandes périanales, sous-caudales et digitales et crottes accumulées dans des « latrines » périphériques (trous cylindriques creusés dans le sol) surtout utilisées au printemps et en automne), et des patrouilles régulières aux limites du territoire qui sont marquées par des coulées bien nettes. Les blaireaux intrus sont agressés et chassés.

Inversement, là où il est rare (en zone périurbaine ou d'agriculture intensive par exemple), son comportement social est différent : il est moins territorial (on observe même des chevauchements de territoires et de domaines vitaux de groupes différents et parfois il vit solitairement sans marquage ni défense du territoire.

### Alimentation
Les études fondées sur le radiopistage et les pièges photographiques ont montré que le blaireau adapte son comportement alimentaire aux ressources saisonnières de son environnement, ainsi qu'à leur accessibilité (on notera qu'il grimpe mal sur les arbres). Quand il a une large disponibilité de ressources, il peut cependant se montrer très sélectif.
L'analyse des restes trouvés dans ses excréments a permis de mieux connaître son alimentation.

En hiver, sensible au froid, il exploite ses réserves de graisse et se rabat sur les lombrics qu'il trouve en fouissant le sol non gelé. Ses variations annuelles de poids (importantes) semblent liées aux variations d'accessibilité de la nourriture. Il exploite les prairies (au printemps surtout), puis certaines parcelles agricoles (en été) et les forêts (plutôt en automne). S'il trouve un cadavre, il se fait volontiers nécrophage, mais ce n'est pas un chasseur qui poursuit des proies.
Bien qu'il soit classé parmi les carnivores, sa denture est celle d'un omnivore (canines et incisives ne pouvant ni tuer ni dépecer de grosses proies, et molaires plates adaptées au broyage des végétaux).
Son alimentation est variée, avec :
- de grandes quantités d'invertébrés comme des mollusques (escargots, limaces) ou des insectes (coléoptères, hannetons, guêpes et autres apidés vivant ou pondant dans le sol (bourdon, etc.), sauterelles), ainsi que leurs larves ;
- des champignons ;
- des petits rongeurs ou des lapereaux, très rarement des œufs trouvés près du sol ou au sol, ou oisillons ;
- des grenouilles ou crapauds (au moment du frai [période de reproduction] principalement) ;
- des serpents (il est immunisé contre le venin de vipère[11]) ;
- des vers de terre, principalement en hiver (il pourrait ingérer annuellement près de cent kilogrammes de lombrics) ;
- des animaux qu'il capture dans le sol en creusant ses terriers (campagnols, taupes, etc.) ;
- des végétaux, fruits et fruits secs (par exemple des glands), racines et tubercules ; ces aliments végétaux constituent une part bien plus importante de son alimentation que chez les autres mustélidés.

### Terrier

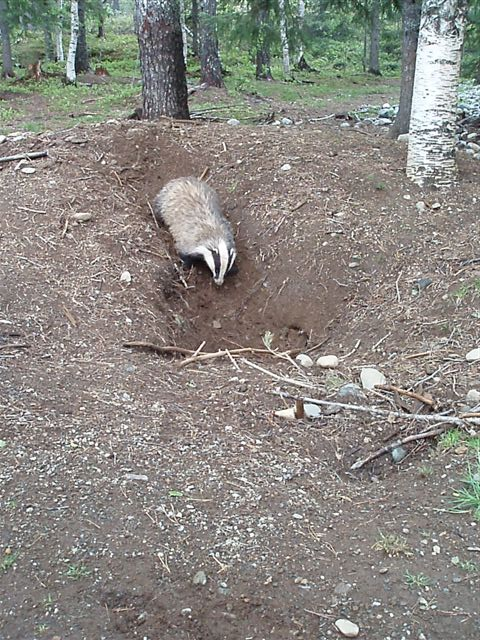
Blaireau et accès au terrier, avec cônes de déblais peu discrets.

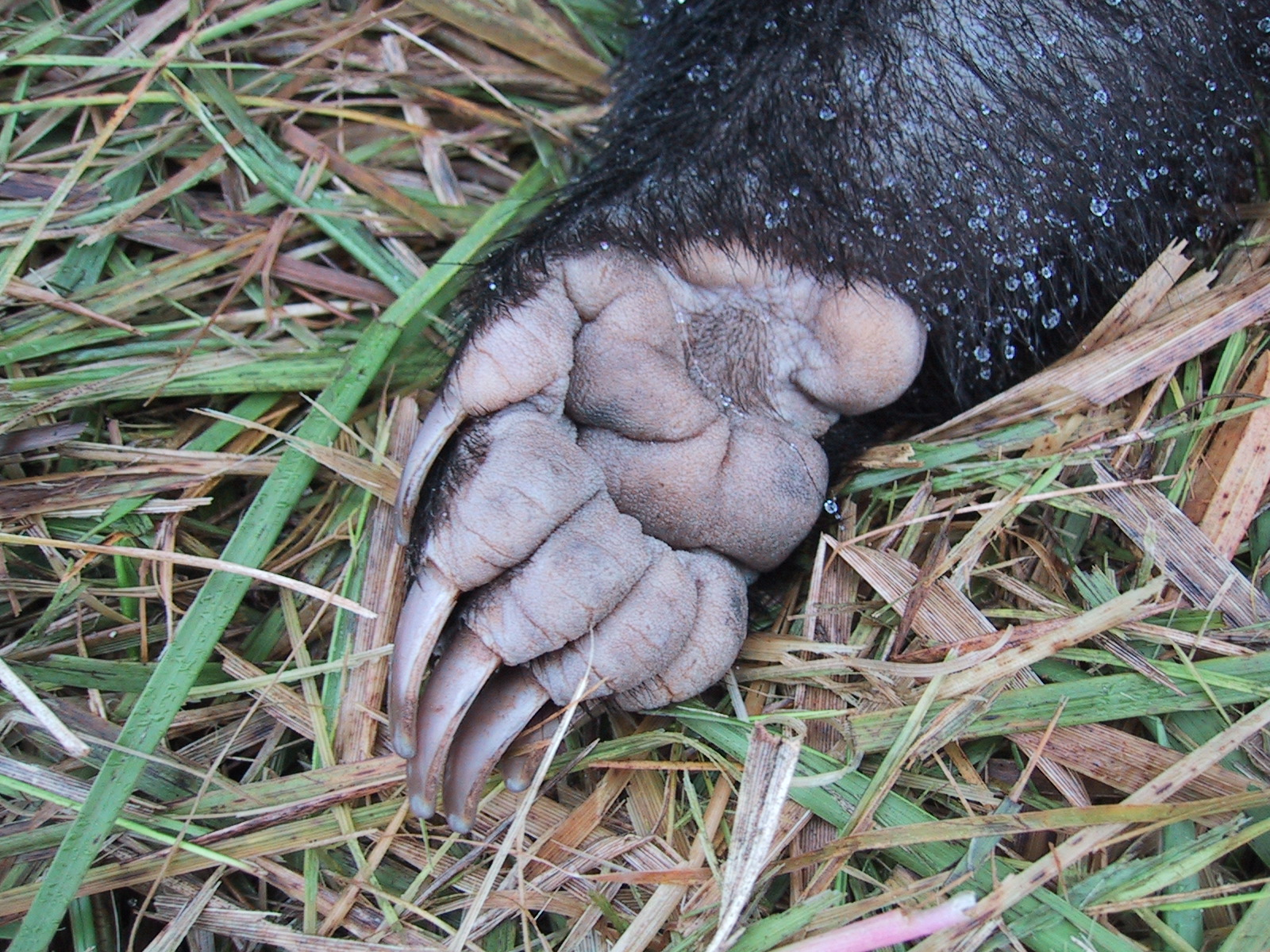
Patte avant d'un blaireau, charnue, griffue et musclée, parfaitement adaptée au fouissage.

Le blaireau ne dédaigne pas s'installer dans des terriers existants (renards…), mais c'est l'inverse qui arrive le plus souvent : des animaux moins bien dotés que lui pour ce genre de travaux investissent fréquemment un ancien terrier de blaireau, voire s'y installent alors que le blaireau l'occupe toujours, des cas de renards, lapins, chats forestiers, voire de putois partageant le terrier du blaireau ayant été recensés. La taille et configuration des terriers de blaireaux varient selon les régions, mais l'animal s'adapte à de nombreux contextes, pouvant même creuser des sols assez denses à condition qu'ils soient également faciles à creuser et bien drainés et « proches de terrains riches en vers de terre », non inondables et généralement situés dans une zone abritée ou peu fréquentée (ou là où il se sent en sécurité).
Dans la faune européenne non aquatique, le blaireau est le meilleur terrassier ; pour creuser les galeries de son terrier, il peut déplacer jusqu'à 40 tonnes de terre. De ce point de vue on peut le classer parmi les espèces-ingénieur et facilitatrices comme le castor (et comme les grands tatous d'Amazonie en Amérique).
Certains de ces terriers sont très anciens et si vastes qu'ils possèdent jusqu'à 30 à 40 entrées ; dans ce cas, la surface occupée par le terrier peut atteindre 2 000 m2. On parle alors de « village », « donjon » ou de « forteresse ». En moyenne, la taille de son territoire couvre 40 à 50 hectares.
Il est souvent creusé sur un sol en pente (ce qui facilite l'évacuation des déblais), et en pied de petits reliefs (butte, falaise, talus…) en forêt ou plus rarement en milieu ouvert, mais alors près d'un bosquet, d'une haie épaisse ou d'un talus ou fossé éventuellement couvert de ronces...
En zone rocheuse son entrée peut être une simple anfractuosité dans la roche ou dans un pierrier. Il peut parfois aussi s'enfoncer dans la paroi d'une sablière abandonnée. Le blaireau peut adapter la forme de son terrier aux conditions steppiques.
Il n'y a pas de corrélation entre la taille d'un terrier et le nombre de ses occupants. Un grand terrier impose un travail plus important mais pourrait être avantageux (mieux aéré et moins favorable aux recontaminations par les ectoparasites).
Le blaireau dispose de plusieurs terriers dans lesquels il passe plus de la moitié de son temps :

### Le terrier principal
Il est occupé par un « clan » familial de blaireaux (un clan est formé d'un groupe de deux à cinq blaireaux, plus un à trois jeunes) notamment en automne et pour l'hivernage. C'est là aussi que les femelles mettent leurs petits au monde.
Il est composé de plusieurs galeries qui peuvent descendre jusqu'à 3 ou 4 mètres de profondeur sur une distance atteignant quinze mètres de long, voire bien plus. Un réseau plus ou moins complexe (parfois labyrinthique) de galeries est accessible en moyenne par cinq entrées (jusqu’à plusieurs dizaines dans les très vieux terriers). Ces galeries s'étendent parfois sur plusieurs niveaux, avec une longueur totale pouvant atteindre 300 m environ. Elles sont parsemées de chambres où les femelles peuvent mettre bas et allaiter leurs petits et de chambres où mâles, femelles et jeunes passent la journée tranquillement à dormir ou à se reposer sur des litières constituées de feuille, de mousse, de fougère et d'herbacées fréquemment changées.
Ce terrier principal est légué aux générations suivantes et peut être habité des dizaines, voire des centaines d'années. Le sol peut y avoir été remanié de génération en génération.
Des traces de griffe jusqu'à 1,40 m de hauteur peuvent témoigner de la proximité d'un terrier. Des rejets (cônes de déblais) peu discrets de terre, et/ou des coulées en marquent les entrées, souvent dissimulés sous des buissons ou dans un environnement densément végétalisé, dans les zones où il ne se sent pas en sécurité (mais on a aussi vu des terriers dans des terrains de golfs ou dans le terrain d'une colonie de vacances). Les « gueules » de terriers (diamètre de 30 cm environ) sont souvent disposées sous les racines d'un arbre qui consolident ainsi l'entrée (ce phénomène est fréquent chez les castors, le rat musqué qui peuvent eux cependant plus facilement ronger des racines - qui cicatrisent généralement bien - pour forcer un passage).

### Les terriers secondaires
Moins utilisés, ils sont plus petits et disposent de moins d’entrées. Ils ont servi à rechercher des vers de terre ou champignons souterrains et serviront de refuge en cas de dérangement ou de lieu de repos proche des lieux de nourrissage. Ils sont souvent reliés au terrier principal par des coulées.

## Habitat et aire vitale
Cet animal réputé forestier s'adapte en réalité à des habitats assez variés qu'il exploite différemment selon la saison, mais il creuse généralement son terrier près de buissons à baies sauvages, tels que le sureau noir et sureau yèble dont il se régale l'époque venue.
La taille de son aire vitale est liée à ses besoins énergétiques et à l'abondance en nourriture de son territoire ou plus précisément à son accessibilité. Ainsi, dans le sud de l'Angleterre où le climat est clément et le sol riche en insectes et vers de terre, il se contente de 0,2 à 0,5 km2, alors que dans les zones plus froides et oligotrophes du Haut-Jura, il lui faut jusqu'à 3 km2 pour répondre à ses besoins (il peut alors parcourir plusieurs kilomètres chaque nuit, contre quelques centaines de mètres dans les zones plus riches en aliments). En Europe continentale, sa densité moyenne serait d'environ 0,63 individu par km2, mais on en compte jusqu'à six individus par km2 dans une forêt allemande et souvent moins d'un individu par km2 en altitude.
Il tolère assez bien la proximité de l'Homme, tant qu'il n'est pas dérangé de nuit à proximité de son terrier.

## Reproduction et mode de vie
La maturité sexuelle est atteinte dès l'âge de 2 ans.
La reproduction se déroule principalement du mois de janvier au mois de mars. Une femelle peut s'accoupler avec plusieurs mâles d'un même clan et peut être réceptive à d'autres périodes de l'année. L'ovule fécondé reste en attente pendant 10 mois avant de se fixer dans l'utérus (ovo-implantation différée).
La gestation à proprement parler ne dure que deux mois environ. Les blaireautins naissent en général l'année suivante vers les mois de février - mars. La portée de 2 à 7 blaireautins reste avec la mère dans le terrier car, comme beaucoup de petits de mammifères à leur naissance, ils ne sont pas en mesure de se déplacer et n'ont pas suffisamment de pelage pour se protéger du froid. Ils ont les yeux fermés. Ils commencent à sortir du terrier familial vers l'âge d'un mois et demi et seront allaités pendant trois mois, mais dès six semaines la mère peut aussi régurgiter des aliments.
Après la parturition, le blaireau devient un des rares mammifères monogames dont les couples paraissent unis pour une longue période.
Le blaireau est très peu prolifique (0,3 jeune par an et par femelle en Europe de l'Ouest) ; il a donc beaucoup pâti dans les années 1970 des campagnes de gazage de terriers censées lutter contre la rage (la politique sanitaire de l'époque était de gazer les renards pour enrayer la progression de la rage, ce qui s'est avéré inefficace et même contre-productif, car chez les animaux territoriaux, éliminer les occupants d'un territoire laisse ce territoire non défendu et invite les animaux voisins, éventuellement malades, à occuper ce territoire, ce qui contribue à diffuser des épidémies telles que la rage - le nombre de cas a augmenté durant la période d'empoisonnement, et chuté, puis disparu dès les campagnes de vaccination) ; les autorités sanitaires ont ensuite (à partir de 1986) financé (avec l'Europe et les départements concernés) la vaccination (par un vaccin dispersé sous forme d'appâts) qui s'est montrée spectaculairement efficace. Une grande partie des terriers gazés étaient occupés par des blaireaux, qui mouraient empoisonnés ou sous les balles ou grenailles de chasseurs les attendant à la sortie.
Les blaireaux ne sortent que le soir venu pour rechercher de la nourriture, uriner et déféquer. Le blaireau peut faire ses besoins dans le terrier, dans des chambres spéciales, mais il les fait le plus souvent à l'extérieur dans des trous en forme d'entonnoir creusés à cet effet (dits « latrines »).
Avant de partir en quête de nourriture, une séance de nettoyage du pelage et d'épouillage est pratiquée, seul ou en commun. Le blaireau se met alors sur le dos et se gratte ventre et flancs avec les dents et les griffes.
Les petits restent devant le terrier à jouer en attendant d'être nourris. Leurs jeux sont une imitation de la vie des adultes (fausses bagarres, creusement, recherche de litière propre qu'ils coincent entre le menton et la poitrine pour la rentrer à reculons dans le terrier). En octobre, les petits atteignent presque la taille des parents.
Pendant la période hivernale, le clan connaît une période de repos et non d'hibernation proprement dite : ses individus réduisent très fortement leur activité et vivent sur les réserves de graisse fabriquée pendant l'automne (durant cette période un blaireau peut augmenter son poids de 60 %). La dispersion est encore mal connue. Il semblerait que ce soit les plus vieux individus qui quittent le clan et non les jeunes comme chez la plupart des espèces.

## Services écosystémiques

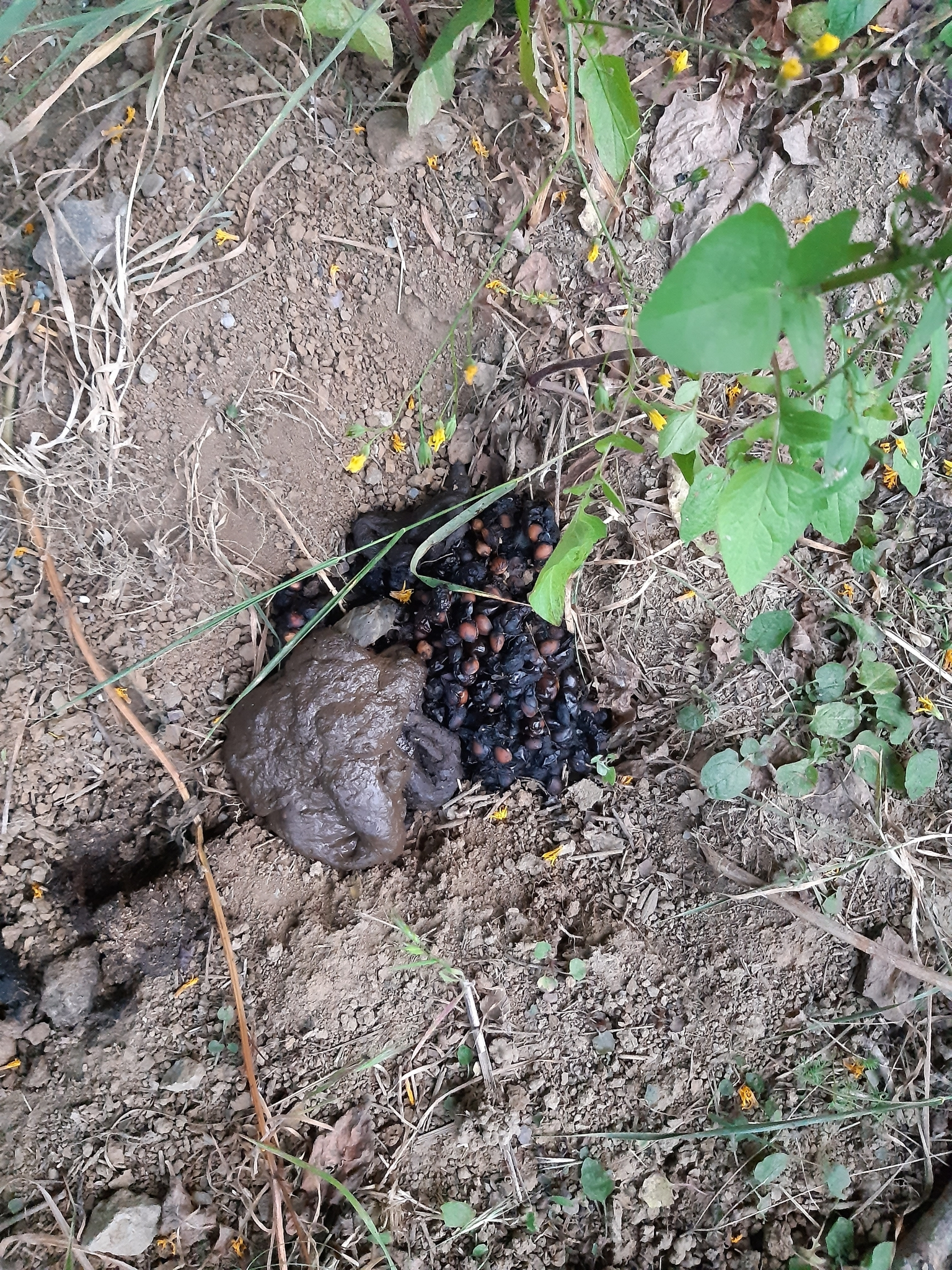
Fèces de Blaireau européen déposées dans leur latrines et composées de noyaux de cerises.

En affectant considérablement les propriétés physiques et chimiques du sol, son relief et la richesse en espèces animales et végétales, le blaireau agit en tant qu'espèce ingénieure et facilitatrice. Un terrier peut couvrir une surface allant jusqu'à 1 000 m2 alors que le volume de sol excavé peut atteindre jusqu'à 28 m3,,. Cet impact sur la diversité des sols forestiers est étendu dans l'espace, ne se limite pas au terrier principal et peut persister longtemps même après que les hôtes ont abandonné leurs ouvrages.
Le blaireau aère et mélange le sol qu'il exploite. Il l'enrichit en nutriments, notamment en calcium, en magnésium et en phosphore et augmente son pH. Là où les horizons profonds sont retournés, la quantité de matière organique carbonée et azotée est plus faible, alors que les placettes où l'animal urine et dépose ses excréments sont enrichies en azote,,,.
Les perturbations du sol et l'utilisation à long terme des terriers entraînent une augmentation locale de la richesse des espèces végétales. Le creusement met au jour une partie de la cryptobanque de graines du sol et contribue à l'entretenir, de nouvelles graines étant en même temps ensevelies sous terre. Ce retournement permet la réduction de la concurrence des espèces dominantes et entraîne la germination de plantes rudérales associées à des environnements instables et enrichis en nutriments comme l'Ortie dioïque, l'Anthrisque des bois, l'Alliaire officinale, la Cardère poilue, le Géranium luisant, le Cerfeuil enivrant…,,. Ce rôle du blaireau est également observé chez les mousses dont la diversité est favorisée sur le sol perturbé comme sur l'écorce des arbres et arbustes environnants. Il agit aussi dans la dissémination des graines des fruits qu'il consomme qui sont déposées avec ses excréments dans les latrines situées en limite de territoire. En conséquence, il favorise la biodiversité des espèces d'arbres et arbustes à fruits charnus comme le sureau noir,. Plus particulièrement, le blaireau favorise les espèces produisant de gros fruits, comme le poirier ibérique (d), car leurs graines ne sont pas facilement ingérées et dispersées par les oiseaux.
Par son activité prédatrice, le Blaireau régule les populations de certaines espèces animales pour lesquelles il joue un rôle de sélection naturelle. Il tolère la présence dans son terrier de nombreux autres mammifères comme le renard roux, le lapin de garenne, le lapin à queue blanche, le ragondin, la fouine, la martre des pins, le rat brun,, le putois, la belette, le chat forestier, le chien viverrin, le chacal doré, le porc-épic à crête ou la mangouste d'Égypte. Les mulots et les campagnols peuvent y nicher et creuser leurs propres galeries latérales. Ses terriers abandonnés ou périodiquement inutilisés peuvent être des lieux de nidification ou des refuges provisoires pour d'autres espèces comme la chauve-souris le Petit rhinolophe ou la salamandre tachetée qui y hibernent. De façon plus anecdotique, lors d'un incendie dans le massif des Albères en Espagne, de nombreuses tortues d'Hermann ont survécu en trouvant refuge dans des terriers de blaireau.
La faune des arthropodes qui s'abritent à l'intérieur des terriers ou qui habitent le sol à l'intérieur de ceux-ci est mal connue. À titre d'exemple, un inventaire dans des terriers d'Angleterre mentionne 89 espèces, représentées par 61 espèces de coléoptères, 18 espèces de mouches, une espèce de papillons (Noctua pronuba) et 8 espèces d'acariens. Par leur accumulation de matière organique, les chambres de nidification et d'hivernage du blaireau sont des lieux privilégiés pour le développement d'acariens saprobiontes, c'est-à-dire se nourrissant de matière organique en décomposition, notamment la cohorte des Uropodina, tandis que le mélange de couches de terre favorise l'ordre des Oribatida, une communauté de cet ordre étant spécifique aux monticules de terre excavée.

## Classification
Le blaireau est plantigrade, ce qui l'avait fait classer autrefois avec les Ursidés.
Cette espèce a longtemps été considérée comme la seule du genre Meles, mais les auteurs du XXIe siècle pensent que Meles leucurus et Meles anakuma sont des espèces indépendantes d'Asie et non des sous-espèces au sein de Meles meles.
Il ne faut pas non plus la confondre avec Taxidea taxus, le Blaireau d'Amérique.

### Liste des sous-espèces
Selon Mammal Species of the World (version 3, 2005)  (24 juin 2013) et Catalogue of Life (24 juin 2013) :
- sous-espèce Meles meles arcalus Miller, 1907
- sous-espèce Meles meles canescens Blanford, 1875
- sous-espèce Meles meles heptneri Ognev, 1931
- sous-espèce Meles meles marianensis Graells, 1897
- sous-espèce Meles meles meles (Linnaeus, 1758)
- sous-espèce Meles meles milleri Baryshnikov, Puzachenko & Abramov, 2003
- sous-espèce Meles meles rhodius Festa, 1914
- sous-espèce Meles meles severzovi Heptner, 1940

## L'espèce et l'humain

### Histoire et interactions avec les sociétés humaines
Cette espèce a été décrite pour la première fois en 1758 par le naturaliste suédois Carl von Linné (1707-1778).
Comme le castor dans les zones humides, tout comme le renard et les lagomorphes, en tant que fouisseur, cet animal terrassier, en remaniant les sols, a eu localement un impact important sur l'organisation des couches de certains sites archéologiques, biais dont doivent tenir compte les archéologues.
Préhistoire : les archéozoologues l'identifient dans de nombreux sites archéologiques depuis le XIXe siècle. À partir de référentiels néo-taphonomiques et d’expérimentations de boucherie sur des petits carnivores, les archéologues ont conclu que les traces d'outils trouvés sur les squelettes de carcasses préhistoriques de blaireaux (par exemple dans les restes inventoriés dans la grotte de Scladina (Paléolithique moyen – Néolithique), la grotte d'Artenac (Moustérien), la grotte du Bois-Ragot de Gouex (Azilien), dans l’abri Faustin (Magdalénien final), dans un gisement du porche de Rouffignac (Mésolithique) ou dans le gisement d’Unikoté (Paléolithique moyen – sub-actuel) témoignent davantage de leur consommation pour la viande que de leur utilisation comme source de fourrure « et ce, non pas au Paléolithique supérieur mais dès le Paléolithique moyen ».

### Menaces, dynamique et état des populations
Le blaireau a mauvaise réputation auprès des chasseurs et des agriculteurs : il consomme parfois un peu de blé, d'orge, avoine ou quelques épis de maïs dans les champs, voire des grappes de raisin dans les vignobles, mais cela reste très exceptionnel. Quelques dégâts plus significatifs sont signalés là où il manque d'autres ressources alimentaires.
Cette espèce a disparu d'une grande partie de son aire de répartition naturelle, du fait de la chasse, du piégeage et de la dégradation ou de la destruction (ex : enrésinement massif des années 1960 en France) ou de la fragmentation écopaysagère de ses habitats. Il souffre probablement aussi de la régression des vers de terre induite par l'agriculture intensive, ou depuis quelques années localement par l'introduction d'espèces invasives de nématodes tueurs de vers de terre.
C'est une espèce qui exploite un vaste territoire et circule beaucoup pour l'inspecter et y déposer des marques odorantes, et qui donc est particulièrement victime du phénomène de mortalité animale due aux véhicules et de l'augmentation globale du trafic routier.
En Europe la métapopulation de blaireaux n'est pas considérée comme globalement menacée, mais l'espèce a beaucoup souffert du gazage des renards (interdit depuis les années 1990) et de la chasse qu'on lui a donnée. Malgré quelques études locales ou ponctuelles, sa démographie et sa dynamique des populations sont mal connues. En France, une estimation grossière a évoqué environ 150 000 individus, mais elle « demanderait toutefois à être affinée par des recensements départementaux conduits selon des protocoles scientifiquement fiables ».
Il a disparu dans une grande partie de son aire naturelle de répartition et ses densités sont très basses dans la plupart des grandes plaines de culture intensive ainsi qu'à l'approche des grandes agglomérations. Par exemple, des études menées dans l'agglomération lyonnaise montrent sa disparition dans les secteurs naturels et agricoles enclavés entre des voies rapides où l'on note aussi une forte progression des surfaces urbanisées. La densité de blaireaux en Lorraine est de 0,53 ± 0,22 adulte/km2.
Cette espèce est sensible à la rage (maintenant éradiquée ou fortement réduite grâce aux vaccins). Elle est également sensible à la tuberculose bovine, qu'elle peut contracter à proximité d'élevages touchés. C'est dans ce but que sont menées des campagnes dérogatoires d'abattage du blaireau au Royaume-Uni (en) depuis 1998. Cependant tuer des blaireaux sains par chasse ou piégeage peut éventuellement aggraver l'épidémie en faisant venir des individus « colonisateurs » infectés et contribuer à étendre une épidémie.
Les autorités britanniques décident en 2020 de mettre progressivement fin à l’abattage des blaireaux dans le pays. Depuis 2013, la campagne de chasse intensive de ces animaux avait entrainé la mort de 100 000 d'entre eux.

## Statut de protection

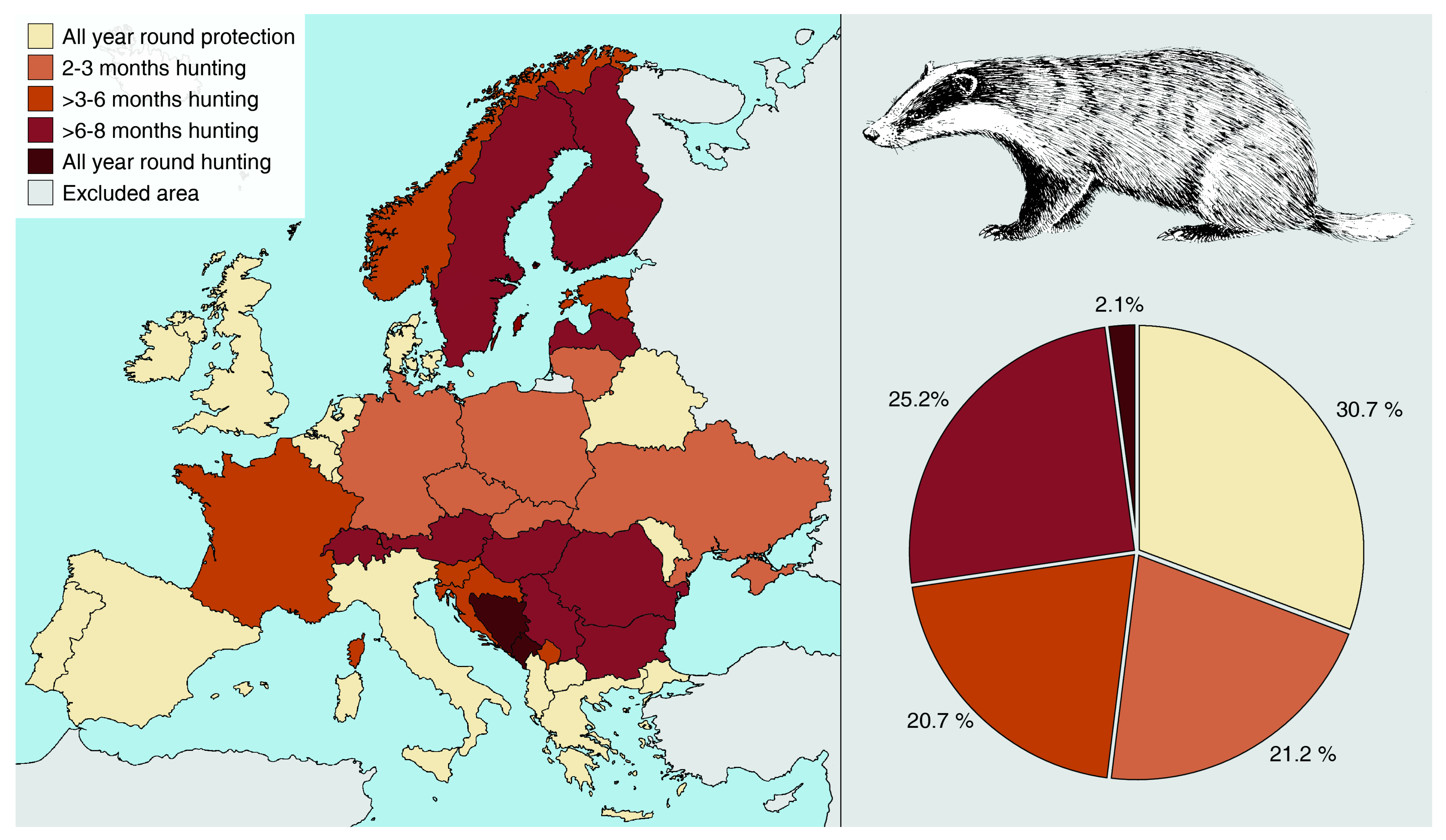
Protections et périodes de chasse autorisée du Blaireau en Europe. Les pourcentages dans le diagramme circulaire indiquent la part de chaque statut légal en Europe.
Protection tout au long de l'année.
2 à 3 mois de chasse autorisée.
Entre >3 et 6 mois de chasse autorisée.
Entre >6 et 8 mois de chasse autorisée.
Chasse autorisée toute l'année.
Zone exclue.

En Europe, le Blaireau est classé dans l'annexe III de la Convention de Berne, ce qui en fait une espèce partiellement protégée (pouvant faire l'objet d'une exploitation si la densité de ses populations le permet).
Le Blaireau européen est strictement protégé dans certains pays, dont la Belgique depuis août 1992, alors qu'il était antérieurement classé comme espèce-gibier (dont la chasse n'avait cependant plus été ouverte depuis 1973), où la population estimée avait rapidement régressé, avec, en 1983, une population relictuelle correspondant à 10 % environ de celle estimée 20 ans plus tôt à la suite d'une période de « persécutions », puis de gazage des terriers de renards, ainsi qu'au Luxembourg où ses populations semblent peu à peu se reconstituer après une forte régression, probablement pour les mêmes raisons, avant que la vaccination soit utilisée, et depuis 1992 au Royaume-Uni (sauf dérogation) où il fait aussi l'objet d'un élevage conservatoire et de réintroduction.
En Belgique, des passages à blaireaux (écoducs spécialisés, en réalité de simples tuyaux de béton, type canalisations d'égouts) passent sous les routes pour aider les blaireaux à se déplacer sans se faire écraser ou blesser par les véhicules. Cette opération a permis de stopper la diminution de certaines populations.

### Vénerie sous terre («déterrage»)
Le « déterrage » est un mode de chasse dont le but est d'attraper le blaireau enterré au fond de son trou, en creusant pour atteindre une chambre du terrier et en utilisant des chiens spécialement dressés pour mettre le blaireau à l'accul, c'est-à-dire le coincer au fond de son trou. Le blaireau est ensuite extrait de son terrier à l'aide de pinces puis tué par le chasseur avec un fusil ou à l'arme blanche. Certains déterreurs reconstruiront le terrier au mieux pour pouvoir revenir déterrer et tuer d'autres blaireaux l'année suivante. Lors de cette chasse, l'animal est attrapé par des pinces métalliques présentées par les déterreurs comme « non vulnérantes » mais qui peuvent lui infliger de terribles blessures et, si le chasseur le veut, le blaireau est ensuite tué à la dague ou sinon au fusil.
Le déterrage est considéré comme une pratique particulièrement cruelle et par conséquent est condamné par des défenseurs de la cause animale, dont plusieurs associations.
Le déterrage des blaireaux est autorisé en France et en Allemagne. Dans de nombreux autres pays européens comme l'Angleterre, l'Irlande, la Belgique, les Pays-Bas, l'Espagne, le Portugal, l'Italie ou la Grèce, le blaireau est au contraire une espèce protégée donc non chassé.

## Le blaireau européen dans la culture
Cet animal, sans doute en raison de ses mœurs essentiellement souterraines et nocturnes, est longtemps resté méconnu, y compris des scientifiques ; le naturaliste Buffon le qualifiait au XVIIIe siècle d'« animal paresseux, défiant et solitaire ». Les biologistes ne l'étudient de manière approfondie que depuis les années 1970.

### Légendes et littérature
La première évocation littéraire européenne du blaireau se trouve dans le Roman de Renart : Grimbert, le blaireau, est le cousin du goupil. Symbolisant le clergé, il n'a de cesse, par sa sagesse et ses conseils judicieux, de prendre la défense de ce dernier.
Dans l'histoire « L'Aventure de Monsieur Tod » (1912) de Beatrix Potter, l'un des protagonistes est Ernest Blaireau.
Dans Les Animaux du Bois de Quat'sous, où chaque animal de l'expédition est appelé par le nom de son espèce, Blaireau est un vieux blaireau, doyen des animaux du Bois de Quat'Sous, dernier survivant d'une grande famille de blaireaux, et respecté pour sa sagesse. Lors du voyage, il seconde Renard, son ami de longue date. D'autres blaireaux apparaissent plus tard dans le dessin animé : pour ne pas être confondus avec le premier, ils ont des noms propres (Ombre, Pataud...).
Dans la saga Harry Potter, le blaireau est l'emblème de la maison Poufsouffle. Il figure sur son blason.
Dans la suite romanesque Rougemuraille, les blaireaux sont des personnages nobles, dotés d'une force physique hors du commun. Ils sont traditionnellement les seigneurs de Salamandastron et règnent sur les lièvres.
Dans Les Chroniques de Narnia, au tome IV : Le Prince Caspian, le blaireau Chasseur-de-Truffes est aux côtés du prince Caspian pour l'aider à reconquérir le trône de Narnia dont il est l'héritier légitime. C'est un personnage bon et fidèle, gardant la mémoire de l'ancien temps. « Nous ne changeons pas, nous les bêtes, répondit Chasseur-de-Truffes. Nous n'oublions rien. Je crois au grand roi Peter, et aux autres, qui régnèrent à Cair Paravel ; j'y crois aussi fermement qu'à Aslan lui-même. »

### Héraldique

Blason de la famille des Thurn und Taxis.

Cet animal en héraldique est appelé taisson et se représente toujours passant ; il est peu usité dans les armes françaises.
Le taisson apparaît dans le blason de la famille des Thurn und Taxis, famille lombarde, initiatrice de la poste européenne, et dans la famille Taxis de Digne.

### Sport et culture populaire
Le champion cycliste français d'origine bretonne Bernard Hinault, notamment vainqueur à cinq reprises du Tour de France entre 1978 et 1985, a été surnommé « le Blaireau », en raison semble-t-il de son grand courage et de sa combativité rarement égalée en compétition.